# حمولة تلوية
الحُمُولَةُ التِلْوِيَّةُ   (بالإنجليزية: Afterload)‏ هي التوتّر أو إجهاد الشدّ المتكون في جدار البطين الأيسر أثناء ضخ الدم. وبعبارة أخرى، هي الحمولة النهائية من الدم التي يبدأ بعدها البطين الأيسر في الانقباض لإخراجها من القلب ودفعها إلى الجسم.

## العوامل المحددة للحُمُولَة التِلْوِيَّة

منظر أمامي لقلب مفتوح. تبين الأسهم البيضاء الاتجاه الطبيعي لجريان الدم

يتم تقسيم الحُمُولَةٌ التِلْوِيَّة إلى عدة مكونات:
1. احداها هو الضغط الأبهري الذي يجب على عضلة البطين الأيسر التغلب عليه لإخراج الدم ودفعه خارج البطين. كلما زاد الضغط الأبهري ، زادت معه الحُمُولَةٌ التِلْوِيَّة على البطين الأيسر، وكذلك كلما زاد الضغط الرئوي، كلما زادت الحُمُولَةٌ التِلْوِيَّة على البطين الأيمن.
2. و العامل آخر في تحديد الحُمُولَةٌ التِلْوِيَّة هو إجهاد الشدّ على ألياف عضلات جدار القلب، ويتم حسابه بقانون لابلاس الذي ينص على أنّ إجهاد الشدّ على ألياف عضلات جدار القلب يساوى قيمة الضغط داخل البطين مضروبا في حجم البطين الداخلى مقسوما على سُمك الجدار.

## تضخم القلب الفيزيولوجي أو قلب الإنسان الرياضي
عند المقارنة بين قلب طبيعي وآخر مريض بتمدد عضلة البطين الأيسر (تضخم البطين)  عندما يكون ضغط الأبهر هو نفس القيمة في كلا القلبين، فإن القلب ذو البطين المتضخم عليه خلق توتر أكبر من القلب الطبيعى للتغلب على نفس الضغط الأبهري لإخراج الدم منه، وذلك لأن حجمه أكبر.
وبالتالي، فإن القلب المريض بتضخم البطين عليه حمل (توتر) أكبر على الخلية العضلية ، أي لديه حُمُولَةٌ تِلْوِيَّة أعلى.
وهذا ينطبق أيضا على ما يترتب من تضخم نتيجة التدريب الرياضى عالي الكثافة والذي هو ردة فعل قلبية سليمة لممارسة صحية للرياضة أو للحمل، مما يؤدي إلى ارتفاع كتلة عضلة القلب وقدرته على ضخ الدم. ومن هنا، فإن الرياضيون المُدرَّبون تصل كتلة البطين الأيسر لديهم لـ 60% أكثر من الأشخاص غير المُدرَّبين.
وعلى النقيض، قد يكون للبطين الأيسر المتضخم حُمُولَةٌ تِلْوِيَّة منخفضة لضغط ما مُعَيَّن للأبهر. فعندما تضعف الانقباضية ويتمدد البطين، فإن الحُمُولَةٌ التِلْوِيَّة ترتفع وتحدّ من النتاج القلبي ، وقد تبدأ حلقة مفرغة، حيث يتم تخفيض النتاج القلبي بينما تزداد متطلبات الأكسجين في الجسم.
- ويمكن أيضا أن توصف الحُمُولَةٌ التِلْوِيَّة بأنها الضغط المطلوب من غرف القلب أن تولٍّده من أجل دفع الدم خارج القلب، وبالتالي فهو نتيجة لضغط الأبهر (بالنسبة للبطين الأيسر) ، أو ضغط الشريان الرئوي (بالنسبة للبطين الأيمن).
- يجب أن يكون الضغط في البطينين أكبر من الضغط الجهازي الإمتلائي والضغط الرئوي، وذلك لفتح كلا من الصمام الأبهرى (الأورطي) والصمام الرئوي، على التوالي.
- كلما زادت الحُمُولَةٌ التِلْوِيَّة يقل النتاج القلبي.
- قد يكون تصوير القلب لتحديد الحُمُولَةٌ التِلْوِيَّة طريقة محدودة إلى حد ما، لأنه يعتمد على تفسير بيانات الخاصة بالحجم فقط.

## علم الأمراض (الباثولوجي)
- في علم الأمراض ، كل الأمراض التي تشمل مؤشرات مثل زيادة الحُمُولَةٌ التِلْوِيَّة للبطين الأيسر، تشمل أيضا ارتفاع ضغط الدم وأمراض الصمام الأبهري.
- ارتفاع ضغط الدم الجهازى يزيد من الحُمُولَةٌ التِلْوِيَّة للبطين الأيسر لأن البطين الأيسر يبذل جهدا أكبر لإخراج الدم من القلب إلى الشريان الأبهرى (الأورطي) ، وذلك لأن الصمام الأبهري لا ينفتح حتى يكون الضغط المتولد في البطين الأيسر أعلى من ضغط الدم المرتفع في الشريان الأبهرى (الأورطي).
- ارتفاع ضغط الدم الرئوي هو زيادة ضغط الدم داخل الجزء الأيمن من القلب المؤدي إلى الرئتين. وارتفاعه يشير إلى زيادة الحُمُولَةٌ التِلْوِيَّة للجانب الأيمن من القلب، الذي هو معزول عن الجانب الأيسر من القلب بالحاجز القلبي البطيني.
- مع عملية الشيخوخة الطبيعية، يضيق الصمام الأبهري والذي غالبا ما يزيد الحُمُولَةٌ التِلْوِيَّة لأن البطين الأيسر ينبغى عليه التغلب على الضغط الناجم عن الصمام الأبهري المتكلس والضيِّق بالإضافة إلى ضغط الدم، من أجل إخراج الدم في الشريان الأبهرى (الأورطي). على سبيل المثال، إذا كان ضغط الدم 120/80، وتضيّق الصمام الأبهري يخلق فارق ضغط عبر الصمام بقيمة 30 مم زئبق، فينبغى على البطين الأيسر توليد ضغط بقيمة 110 مم زئبق من أجل فتح الصمام الأبهري وإخراج الدم إلى الشريان الأبهرى (الأورطي).
- كلما زادت الحُمُولَةٌ التِلْوِيَّة، كلما كان على البطين أن يبذل شغلا أكبر لتحقيق هدفه المتمثل في إخراج الدم إلى الشريان الأبهرى (الأورطي). وعلى المدى الطويل، فإن الزيادة في الحُمُولَةٌ التِلْوِيَّة (نظرا لضيق الصمام الأبهري) سوف تؤدي إلى تضخم البطين الأيسر لاعتبار زيادة الشغل المطلوب عليه.
- يزيد القصور الأبهري (أو القلس الأبهري) من الحُمُولَةٌ التِلْوِيَّة لأن جزء من الدم الذي يتم دفعه للأمام يرجع مرة أخرى من خلال الصمام الأبهري المعتل. وهذا يؤدي إلى ارتفاع ضغط الدم الانقباضي بينما يقل ضغط الدم الانبساطي في الشريان الأورطي، بسبب القلس (رجوع الدم). وهذا من شأنه أن يؤدي إلى زيادة في ضغط النبضة.
- يقلل القلس التاجي (أو قصور الصمام التاجي أو ارتجاع الصمام الميترالي) من الحُمُولَةٌ التِلْوِيَّة. أثناء انقباض البطين الأيسر، يرجع جزء من الدم مرة أخرى بشكل غير طبيعي إلى الأذين الأيسر ويتدفق الدم إلى الوراء ذهابا وإيابا عبر الصمام التاجي المعتل (غير المحكم والمسرّب) ، بينما يتم إخراج الدم المتبقي في البطين الأيسر على النحو الأمثل من خلال الصمام الأبهري. ومع هذا المسار الإضافي لتدفق الدم عبر الصمام التاجي إلى الوراء، لا يكون الشغل المطلوب بذله من البطين الأيسر لإخراج دمه كبيرا، أي أن الحُمُولَةٌ التِلْوِيَّة تكون قد انخفضت. تعتمد الحُمُولَةٌ التِلْوِيَّة إلى حد كبير على الشريان الأبهرى (الأورطي).